# Begrenzte Menge

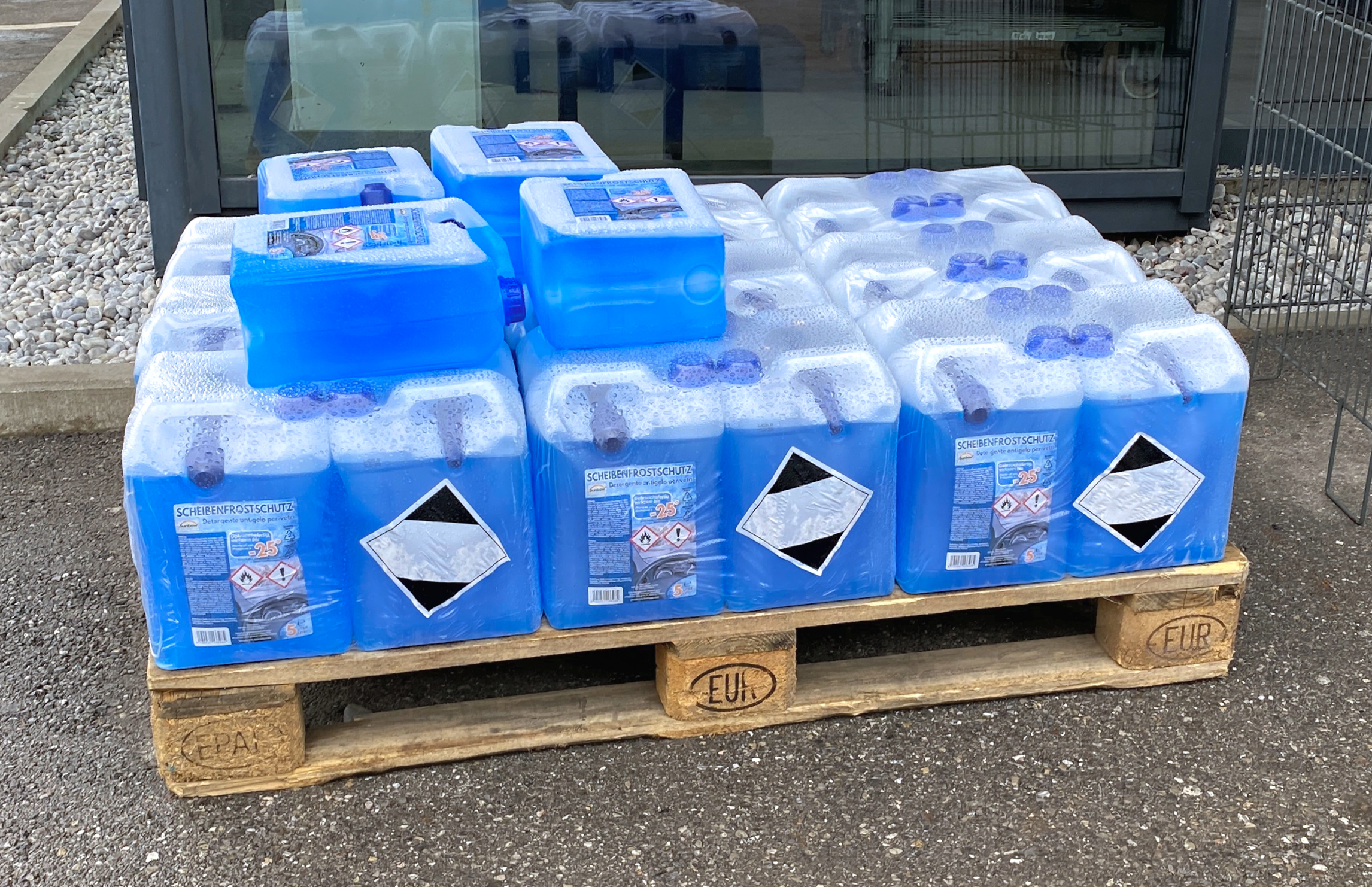
Kanister mit Frostschutzmittel mit Kennzeichnung Begrenzte Menge

Begrenzte Menge oder auch Limited Quantities (LQ) ist die Kurzbezeichnung für den Begriff in begrenzten Mengen verpackte gefährliche Güter aus dem Gefahrgutrecht.
Die begrenzten Mengen im Sinne des ADR/RID stellen eine teilweise Befreiung von den Transportvorschriften dar.

## Freistellungsvoraussetzungen
Generell darf nur jenes Gefahrgut im Rahmen der Freistellung der begrenzten Menge transportiert werden, wenn im ADR-Kapitel 3.2 in der sogenannten „Tabelle A“ (= Verzeichnis der gefährlichen Güter mit Informationen zu Bezeichnung, Gefahrgutklasse, Tunnelbeschränkungscode, mögliche Freistellungen etc.) in der Spalte 7a die Mengengrenze größer „0“ ist. Ist der Wert null, ist ein Transport des Gefahrguts im Rahmen dieser Freistellung nicht möglich. Ein Wert größer null legt die höchst zulässige Menge je Gefahrguttransportbehältnis (der sogenannten „Innenverpackung“) fest (z. B. 5 Liter, 1 kg).
Diese teilweise Befreiung kann darüber hinaus nur für Versandstücke verwendet werden, die aus einer Innenverpackung (z. B. Flasche) und Außenverpackung (z. B. Schachtel, Tray) bestehen. Das Gesamtgewicht des gesamten Versandstückes (= Außenverpackung mit einer oder mehrerer Innenverpackungen) ist mit 30 kg bzw. 20 kg für Versandstücke in Form eines Tray mit Dehn- oder Schrumpffolie begrenzt.

## Kennzeichnung

ADR-Label für begrenzte Menge (Limited Quantity) im Straßen-, Schienen- und Seeverkehr, gültig seit dem 1. Januar 2011

Jedes Versandstück, das gefährliche Güter in begrenzten Mengen enthält, ist mit dem ADR-Kennzeichen für begrenzte Mengen zu versehen. Die Kennzeichnung muss erkenn- und lesbar sowie witterungsbeständig sein. Der Gefahrzettel muss mindestens 100 × 100 mm groß und von einer 2 mm dicken Begrenzungslinie umfasst sein. Er kann auf bis zu 50 × 50 mm verkleinert werden, wenn das Versandstück dies erfordert.
Eine Beförderungseinheit oder ein Container sind zu kennzeichnen, wenn bei einer höchstzulässigen Gesamtmasse von über 12 Tonnen mehr als 8 Tonnen in begrenzten Mengen verpacktes Gefahrgut geladen ist und die Transporteinheit nicht aufgrund sonstiger Bestimmungen ohnehin mit einer orangen Warntafel zu kennzeichnen ist. Die Beförderungseinheit ist mit einem Großzettel (Seitenlänge 250 × 250 mm) vorne und hinten, ein Container mit Großzetteln an allen vier Seiten zu kennzeichnen.

## Freigestellte Menge (EQ)
Werden besonders kleine Mengen (z. B. 10 × 5 ml) an Gefahrgütern verpackt und versendet, so kann auch die generelle Freistellung für in freigestellten Mengen verpackte gefährliche Güter nach Kapitel 3.5 ADR verwendet werden.